# Nganda
Der Nganda (auch Nganda Hill oder Nganda Peak) ist ein 2607 m hoher Berg auf dem Nyika-Plateau in Malawi. Das Plateau ist ein Naturpark. Der Nganda ist der höchste Gipfel des Plateaus.
Auf seinen Gipfel führt eine Straße. An seiner Nordostseite fließt der Denbo River.